# Professor Hershel Layton
Il professor Hershel Layton (エルシャール・レイトン教授?, Erushāru Reiton-kyōju), il cui nome di nascita è '''Theodore Bronev''', è il protagonista della omonima serie di videogiochi rompicapo sviluppata dalla Level-5 e pubblicati (in Europa) da Nintendo.

## Biografia
Il professor Layton ha un'età di 34 anni ne Il professor Layton e il richiamo dello spettro, si è laureato all'età di 27 anni, è celibe ed è del segno zodiacale del capricorno. Il suo mentore è stato il dr. Andrew Schrader, che ha anche insegnato a Don Pablo.
A 34 anni, durante gli eventi del gioco gli viene assegnata come assistente Emmy Altava, sotto ordine del rettore Stone, che lo accompagnerà nei suoi primi casi. Layton conoscerà in questa occasione anche Luke Triton, figlio del suo compagno di college Clark Triton, che diventerà il suo miglior allievo e amico.
Nel quinto capitolo, Il professor Layton e la maschera dei miracoli, si scopre che ha vissuto in una cittadina di nome Stansbury, insieme ai genitori Arthur e Lucille, fin quando non morì il suo migliore amico Randall Ascot in un tragico incidente nelle rovine di Akubadain. Superato il lutto, il professore decise, all'età di diciassette anni, di trasferirsi a Londra per studiare, lontano da genitori e dai suoi vecchi amici.
In il professor Layton e l'eredità degli Aslant si avranno tutti i chiarimenti sul passato del professore: era figlio di una coppia di archeologi, Leon e Rachel Bronev; entrambi rapiti, anni prima degli eventi narrati, dalla Targent. Il vero nome del professore inoltre era Theodore Bronev ed aveva un fratello maggiore, Hershel. Dopo che i suoi genitori vennero rapiti, lui ed il fratello andarono in un orfanotrofio e qualche tempo dopo arrivò la famiglia Layton. Purtroppo, i signori Layton potevano adottare solo uno dei due giovani Bronev e scelsero per Hershel, e dato che Theodore era troppo piccolo per rimanere solo Hershel "cedette" il suo nome a Theodore in quanto i Layton non sapevano chi dei due fosse Hershel. Troppo piccolo per ricordare di questi avvenimenti, il professore crebbe senza sapere del fratello che, nel frattempo, è diventato Desmond Sycamore, si era specializzato in archeologia ed aveva poi assunto l'identità di Jean Descole per vendicarsi della Targent e degli Aslant, da lui ritenuti responsabili del rapimento dei genitori. I due fratelli si reincontrarono per la prima volta dopo anni ne Il richiamo dello spettro, nonostante il professore non sapesse chi fosse realmente Descole. Sarà proprio Descole, ferito dai guardiani del santuario degli Aslant, a rivelargli il suo passato negli atti finali de L'eredità degli Aslant.
In Il professor Layton e il paese dei misteri, dopo aver risolto il mistero della Mela d'oro e svelato il segreto del paesino di Saint-Mystère, diventa il tutore di Flora Reinhold.
Altri tratti del passato di Layton vengono scoperti ne Il professor Layton e il futuro perduto, terzo capitolo della saga ed ultimo cronologicamente. Molto probabilmente andò a studiare all'università Gressenheller (dove ora insegna) ed è qui che incontra il suo più grande amore e unica fidanzata: Claire. Lei, una scienziata, stava conducendo degli esperimenti su una macchina del tempo assieme a Dimitri Allen e Bill Hawks. Hawks però tradisce Claire e Dimitri e vende la macchina del tempo a loro insaputa e deve quindi dimostrare che funzioni nonostante Dimitri, conoscendo i rischi che la macchina potrebbe fargli correre essendo incompleta, cerchi di dissuaderlo. Hawks procede comunque con l'esperimento, troppo tardi per essere fermato da Dimitri, e Claire, che si era offerta come cavia, morì coinvolta nell'esplosione del marchingegno. Quello che nessuno sapeva è che per un istante la macchina funzionò e la donna venne catapultata nella Londra attuale dove venne soccorsa da Dimitri e spacciandosi per la propria fittizia sorella minore Celeste. Si unirà quindi a Layton per fermare Clive e la sua macchina mortale nel suo tentativo di vendicarsi di Hawks, che gli aveva portato via i genitori a causa della sua cupidigia proprio nella stessa esplosione nella quale morì Claire. Si scopre inoltre che Layton frequentò l'università in classe con Paul (poi noto come Don Pablo): è stato durante questo periodo che Don Pablo diventa a tutti gli effetti il suo peggior nemico, in quanto non riusciva ad accettare che Claire amasse Layton e non lui. Poco prima della morte di Claire, a ventisette anni, Layton diventa insegnante ed ella gli regala il suo caratteristico cilindro.
A conclusione degli eventi narrati, sia nella prima che nella seconda trilogia, Layton è ancora il tutore di Flora ma non si sa se abbia preso un altro allievo dopo il trasferimento di Luke. Inoltre, come visto nel finale de "Il futuro perduto", Luke parte per l'America coi suoi genitori e nella scena dopo i titoli di coda Hershel, tre anni dopo la separazione dal suo apprendista, riceve una lettera proprio da Luke nella quale lo invita a raggiungerlo oltreoceano per aiutarlo a risolvere un mistero, lasciando un finale aperto che verrà ripreso nel nuovo gioco in sviluppo: il Professor Layton e il nuovo mondo a vapore.
Dopo molti anni dagli eventi del futuro perduto il professore adotta una bambina di nome Katrielle, protagonista del gioco Layton's Mystery Journey: Katrielle e il complotto dei milionari, che come lui è intelligente e interessata a risolvere enigmi come faceva il padre. In questo gioco, il professore è scomparso nel nulla e Katrielle si mette alla sua ricerca. Nell'anime della serie, inedito in Italia, i due si rincontrano e viene spiegato come mai il professore era scomparso.

## Descrizione e personalità
Il professor Hershel Layton è un docente di archeologia presso l'università Gressenheller. È un grande appassionato di enigmi, ed è spesso citato sui giornali a causa della sua abilità nel risolvere anche i più difficili rompicapi, e occasionalmente anche per meriti archeologici. È noto anche per la sua grande tuba nera donatogli dalla sua defunta fidanzata Claire, che "gli calza a pennello, quasi fosse una parte del suo corpo". Nel manga dedicato al professor Layton si vede che il professore tiene la tuba anche quando fa la doccia, e quando Don Pablo, Flora e Luke decidono di toglierla, da essa fuoriescono delle spaventose figure (è però da sottolineare come il manga non faccia parte degli eventi narrati nei giochi e prenda una piega prettamente comica e assurda). La principale caratteristica di Layton è il suo atteggiarsi a perfetto gentleman londinese. È molto coraggioso e intelligente, e si imbarazza se risolve in modo errato un enigma propostogli.
Nel tempo libero si dedica anche ad altre passioni, tra cui la scherma (la quale praticava da ragazzo insieme al suo amico Randall). Adora bere il tè nei pomeriggi. La sua tipica frase è: "Ogni enigma ha una soluzione.", frase originale del suo migliore amico di gioventù Randall Ascot.
Sa suonare in modo magistrale il pianoforte.
Da giovane era piuttosto differente da come è adesso, preferendo altri passatempi alla risoluzione di enigmi e avendo una forte indifferenza riguardo a tutto ciò che riguardasse l'archeologia: la passione per gli enigmi e l'archeologia sono infatti tratti che gli ha passato il suo migliore amico Randall, e che ha mantenuto e coltivato in onore dell'amico dopo la sua (apparente) morte nelle antiche rovine Aslant di Akubadain.

## Altre apparizioni
Il professor Layton compare anche nel videogioco Inazuma Eleven come leader della squadra Layton Team, e da Inazuma Eleven GO diventa un personaggio reclutabile.